# Wiktor Solecki
Wiktor Solecki (ur. 5 marca 1893 w Bolesławiu, zm. 12 sierpnia 1968 w Łodzi) – polski inżynier włókiennik.

## Życiorys
Wiktor Solecki studiował w latach 1912–1917 w Ecóle Supérieure des Textiles de Verviers, gdzie uzyskał tytuł inżyniera. Do Polski wrócił w 1920 i został kontrolerem produkcji dziewiarskiej Komisji Włókienniczej Państwowego Urzędu Zakupu Artykułów Pierwszej Potrzeby w Łodzi. W okresie od 1922 do 1924 był pracownikiem firmy „Trykot” S.A. w Łodzi, a w latach 19124-1929 kierownikiem technicznym w Towarzystwie Wyrobów Trykotowych i Dzianych „Jakób Hirszberg i Wilczyński” w Łodzi. W tym czasie odbywał również staże w niemieckich fabrykach zajmujących się produkcją maszyn dziewiarskich. 1 września 1929 został kierownikiem Wydziału Dziewiarskiego Państwowej Szkoły Włókienniczej w Łodzi, gdzie w latach 1929–1935 był również kierownikiem warsztatów szkolnych i organizatorem laboratoriów i oddziałów przygotowujących przędzę. W szkole wykładał również przedmioty związane z dziewiarstwem, a także opracowywał polskie nazewnictwo dziewiarskie, które z czasem wyparło żargonowe określenia robotników. Upowszechnił słowa takie jak m.in.: „dziewiarstwo”, „dziewiarz”, „dziewiarski”.
Po wybuchu II wojny światowej, 20 grudnia 1939 Solecki został aresztowany przez Niemców i osadzony w obozie przejściowym w Radogoszczu, a następnie wysiedlony do Warszawy, gdzie w latach 1940–1944 pracował na stanowisku kierownika technicznego w Fabryce Trykotaży J. Matuszewskiego. Od 28 lutego 1945 pełnił funkcję dyrektora naczelnego Zakładów Przemysłu Dziewiarskiego im. W. Głażewskiego w Łodzi (późn. Zakłady Przemysłu Dziewiarskiego „Femina”). W 1946 został współzałożycielem i członkiem Stowarzyszenia Inżynierów i Techników Przemysłu Włókienniczego (późniejszego Stowarzyszenia Włókienników Polskich), w którym przewodził sekcji dziewiarstwa.
1 października 1947 został wykładowcą dziewiarstwa na Politechnice Łódzkiej, w której pracował do 1956, jednocześnie pracując w latach 1948–1953 na stanowisku starszego projektanta w Biurze Projektów Zakładów Włókienniczych w Łodzi. W 1954 podjął pracę jako kierownik Działu Organizacyjnego Procesów Produkcyjnych w Centralnym Laboratorium Przemysłu Dziewiarskiego w Łodzi (późn. Instytut Technik i Technologii Dziewiarskich „Tricotextil”), gdzie następnie pracował na stanowisku kierownika technicznego i pierwszego zastępca dyrektora. W lipcu 1959 przeszedł na emeryturę.
Wiktor Solecki jest autorem projektu technologicznego dziewiarni w Sieradzu (późn. Zakłady Przemysłu Dziewiarskiego „Sira”). Ponadto współtworzył patenty związane z urządzeniem służącym zmianie ścisłości dzianiny (nr patentu: 37507 kl. 25/1954) oraz z utrwalaniem stylonowych węzłów w sieciach rybackich (nr patentu: 37334 kl. 25/1954).

### Życie prywatne
Solecki był synem pomocnika maszynisty kolejowego – Ignacego Soleckiego i Marii z domu Rzadkowskiej. Jego żoną była Janina z domu Hak, małżeństwo nie miało dzieci.
Wiktor Solecki został pochowany na Starym Cmentarzu w Łodzi.

## Odznaczenia
- Krzyż Komandorski Orderu Odrodzenia Polski,
- Złoty Krzyż Zasługi[1].